# Dar Si Aissa
Dar Si Aissa (àrab دار القيد سي عيسى) és una comuna rural de la província de Safi de la regió de Marràqueix-Safi. Segons el cens de 2014 tenia una població total de 11.946 persones.